# Yves Baudoin
Yves Baudoin (* 26. September 1919 in Courbevoie; † 24. Januar 2004) war ein französischer Badmintonspieler. 

## Karriere
Yves Baudoin wurde bei den French Open 1941 Zweiter im Herrendoppel. 1942 siegte er bei der gleichen Veranstaltung im Herreneinzel. 1943 wurde er in allen drei Disziplinen Zweiter bei den French Open. 1946 gewann er die Titelkämpfe im Mixed mit Yvonne Girard. Er startete für den Verein Racing Club de France.

## Sportliche Erfolge
| Saison | Veranstaltung | Disziplin    | Platz | Name                                       |
| ------ | ------------- | ------------ | ----- | ------------------------------------------ |
| 1941   | French Open   | Herrendoppel | 2     | Yves Baudoin / Guy Baudoin                 |
| 1942   | French Open   | Herreneinzel | 1     | Yves Baudoin                               |
| 1943   | French Open   | Herrendoppel | 2     | Yves Baudoin / Guy Baudoin                 |
| 1943   | French Open   | Mixed        | 2     | Yves Baudoin / Yvonne Girard               |
| 1943   | French Open   | Herreneinzel | 2     | Yves Baudoin                               |
| 1946   | French Open   | Mixed        | 1     | Yves Baudoin / Yvonne Girard               |
| 1946   | French Open   | Herrendoppel | 2     | Yves Baudoin / Christian de la Villesbrune |
| 1946   | French Open   | Herreneinzel | 2     | Yves Baudoin                               |
| 1947   | French Open   | Herreneinzel | 2     | Yves Baudoin                               |
| 1949   | French Open   | Herreneinzel | 3     | Yves Baudoin                               |